# Kobra obojková
Kobra obojková (Hemachatus haemachatus) je jedovatý had z čeledi korálovcovitých, který žije v některých oblastech jižní Afriky. Nejedná se o takzvanou „pravou“ kobru z rodu Naja, patří totiž do monotypického rodu Hemachatus. Je nicméně s pravými kobrami blízce příbuzná a je považována za jednu z takzvaných plivajících kober, které dokážou svůj jed vystřikovat na někdy překvapivě velkou vzdálenost.

## Popis
Zbarvení je na různých místech rozšíření hada odlišné, avšak charakteristickým znakem druhu je tmavé břicho s jedním či dvěma světlými pruhy na krku. Průměrná délka této kobry činí 90–110 cm, maximálně pak okolo 150 cm. Někteří jedinci mohou mít tělo zbarvené převážně černě, zatímco jiní bývají proužkovaní. Šupiny kober obojkových se liší od šupin pravých kober tím, že jsou rýhované a připomínají lodní kýl.

## Rozšíření
Oblast, v níž kobra obojková žije, sahá od jihoafrické provincie Kapsko přes provincii Svobodný stát až po království Lesotho na severovýchodě, republiku Transkei, provincii KwaZulu-Natal, západní Svazijsko a části provincie Gauteng. Izolovaná populace tohoto druhu obývá oblast Inyanga na zimbabwsko-mosambickém pomezí.

## Prostředí
Kobra obojková dává obvykle přednost travnatým biotopům, neboť toto životní prostředí jí umožňuje splynout s okolím. V jižní Africe obývají tito hadi též bažinaté oblasti.

## Chování a potrava

### Chování
Jedná se o nočního živočicha, který se ovšem někdy během dne vyhřívá na slunci. Pokud se had cítí ohrožen, vztyčí přední část těla do výšky a roztáhne krční partie do dlouhé, široké kápě, přičemž jsou velmi dobře vidět pruhy na krku. Kobra obojková patří mezi takzvané plivající kobry a dokáže svůj jed vystříknout až do vzdálenosti 2,5 m. Musí se přitom vztyčit a vrhnout se prudce vpřed. Je též známo, že dokáže předstírat svou smrt (tanatóza). Převalí se přitom na záda s tlamou dokořán.

### Potrava
Potrava kobry obojkové je dosti různorodá. Jejím hlavním úlovkem jsou ropuchy, může se však živit i drobnými savci, obojživelníky či jinými plazy.

## Rozmnožování
Kobra obojková se od kober rodu Naja liší tím, že je vejcoživorodá, což znamená, že se vejce vyvíjí v těle matky a líhnou se těsně před porodem, v jeho průběhu nebo vzápětí po něm. Samice běžně rodí 20 až 35 mláďat, byly však zaznamenány i případy, kdy porodila celkem 65 mláďat.

## Jed
Jed kobry obojkové je neurotoxický, působí tedy na nervový systém, a částečně cytotoxický – působí tedy i na buňky. Je také méně viskózní než jed ostatních afrických korálovcovitých hadů, díky čemuž se pak lépe vystřikuje. Při střetu s člověkem se had obvykle snaží zasáhnout svým jedem protivníkův obličej. Dostane-li se jed do očí, způsobí velkou bolest. Smrt člověka po uštknutí nebyla v moderní historii zaznamenána.